# Autobus de Lille Roubaix Tourcoing
L'autobus de Lille est un réseau d'autobus desservant le territoire de la Métropole européenne de Lille (MEL). Le réseau est exploité par Ilévia dans le cadre d'une concession de service public (CSP), principalement au moyen de bus roulant au gaz de ville et accessibles aux personnes à mobilité réduite.

## Description
Le réseau d'autobus comporte actuellement différentes lignes réparties entre les LIANEs, les lignes régulières, les lignes spécifiques, les lignes scolaires et le transport à la demande.

## Histoire

### Le réseau de Lille

#### Le premier réseau de Lille (1933-1939)

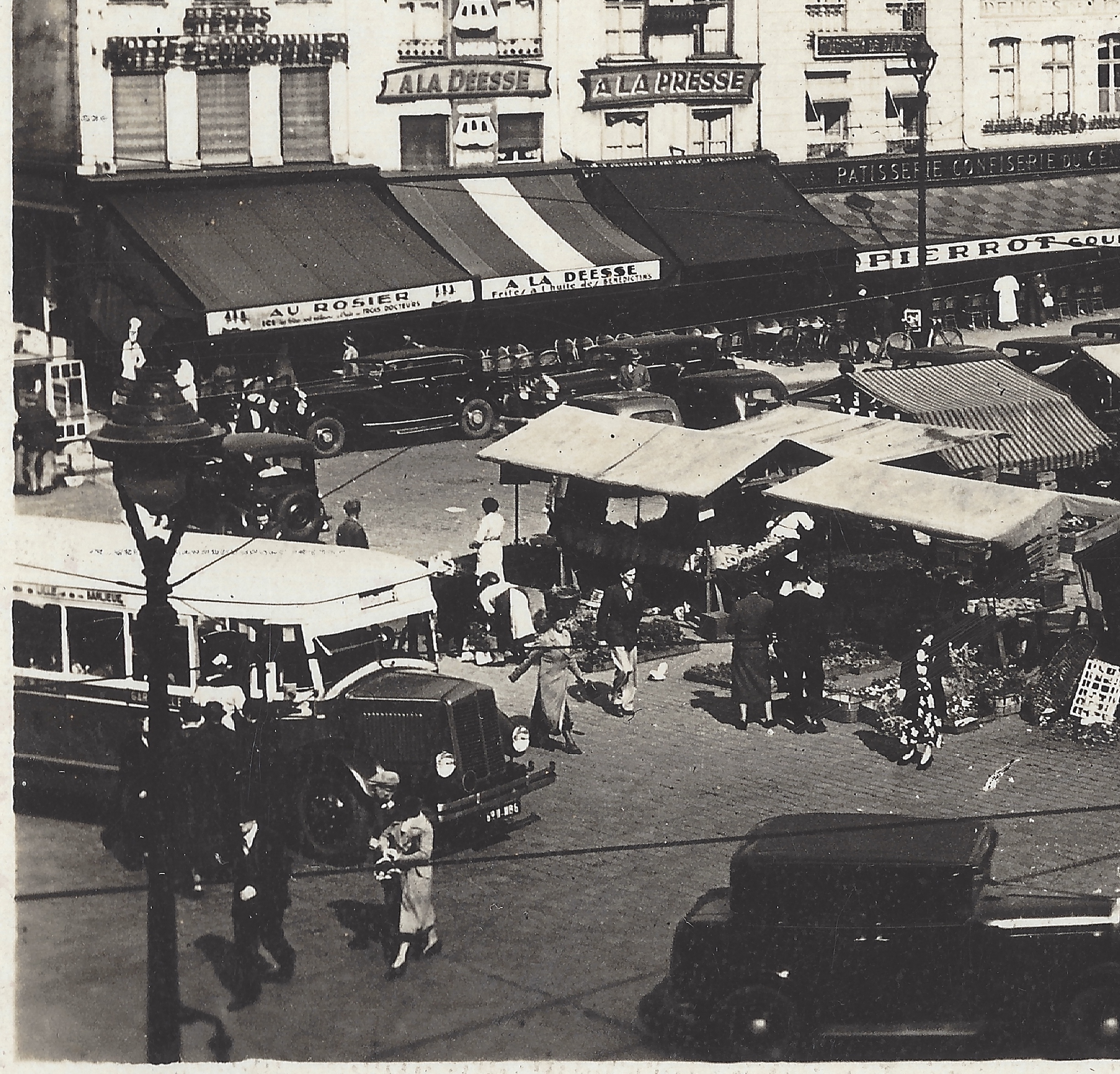
Autobus Renault TM sur la ligne 3, Grand Place de Lille.

En 1933, la compagnie des Tramways électriques de Lille et sa banlieue (TELB) qui gère le réseau de tramway de Lille (à l'exception des lignes 2 et 5 à écartement métrique, exploitées par la société de l'Électrique Lille Roubaix Tourcoing (ELRT)) met en service cinq lignes d'autobus dont l'exploitation est assurée par une filiale, la Compagnie générale industrielle de transports (CGIT). Trois des lignes sont fermées par la suite faute de rentabilité, les deux dernières sont supprimées au début de la Seconde Guerre mondiale, les autobus étant réquisitionnés.

#### Suppression du tramway (1956-1966)
La concession pour le tramway que les TELB ont passé en 1926 avec la ville de Lille arrive à sa fin au 31 décembre 1955, par contrat la ville récupère l'ensemble des biens de la compagnie à Lille (installations techniques, dépôts...) et possède le droit de récupérer le matériel roulant, ce que la ville fait. En parallèle, les TELB renoncent à l'exploitation du réseau et sont remplacés par sa filiale, la CGIT qui reprend l'exploitation du réseau au 1er janvier 1956 comprenant les 4 lignes d'autobus qu'elle exploite pour le compte de sa maison mère et les 10 lignes de tramway des TELB.
Lignes des TELB et de la CGIT au 31 décembre 1955 :
Légende : Ab ligne d'autobus; T ligne de tramway ; les services partiels ne sont pas indiquées.
Autobus :
- A Hellemmes PN de Lezennes - Lomme Marais
- G Lille Gare - Lille Cité Hospitalière
- L Lille Gare - Fâches-Thumesnil
- R Lille - Quesnoy

Tramway :
- B Lille Porte de Béthune - Hellemmes Avenue des Martyrs
- C Wambrechies Rue de Lille - Wattignies Place de la République
- D Lille Gare - Lille PN des Postes
- E Lille Gare - Ronchin Mairie
- F Lille Grand-Place - Roubaix Grand-Place
- H Lille Gare - Haubourdin Hospice
- I Lille Gare - Lomme Calvaire
- J Lille Gare - Marcq Place
- V Lille Place Catinat - Lille Rue du Buisson
- X Lille Grand-Place - Lambersart Église

En parallèle, la ville de Lille crée un syndicat mixte avec les différentes villes de sa banlieue et décide alors de supprimer le réseau de tramway, rejetant l'option de modernisation au moyen de motrices PCC comme celles mises en service à la même époque à Bruxelles ou de remplacement par des trolleybus tous deux jugés gênants pour circulation automobile. Au cours de l'année 1956, le syndicat fait supprimer la section Mons-en-Barœul - Roubaix de la ligne F des TELB que l'ELRT exploite par autobus et en échange, l'ELRT supprime les lignes de tramway 2 et 5 au départ de Lille que la CGIT va exploiter par autobus sous l'indice K.
À partir de cet instant, les suppressions vont s'étaler sur 10 ans jusqu'en 1966 :

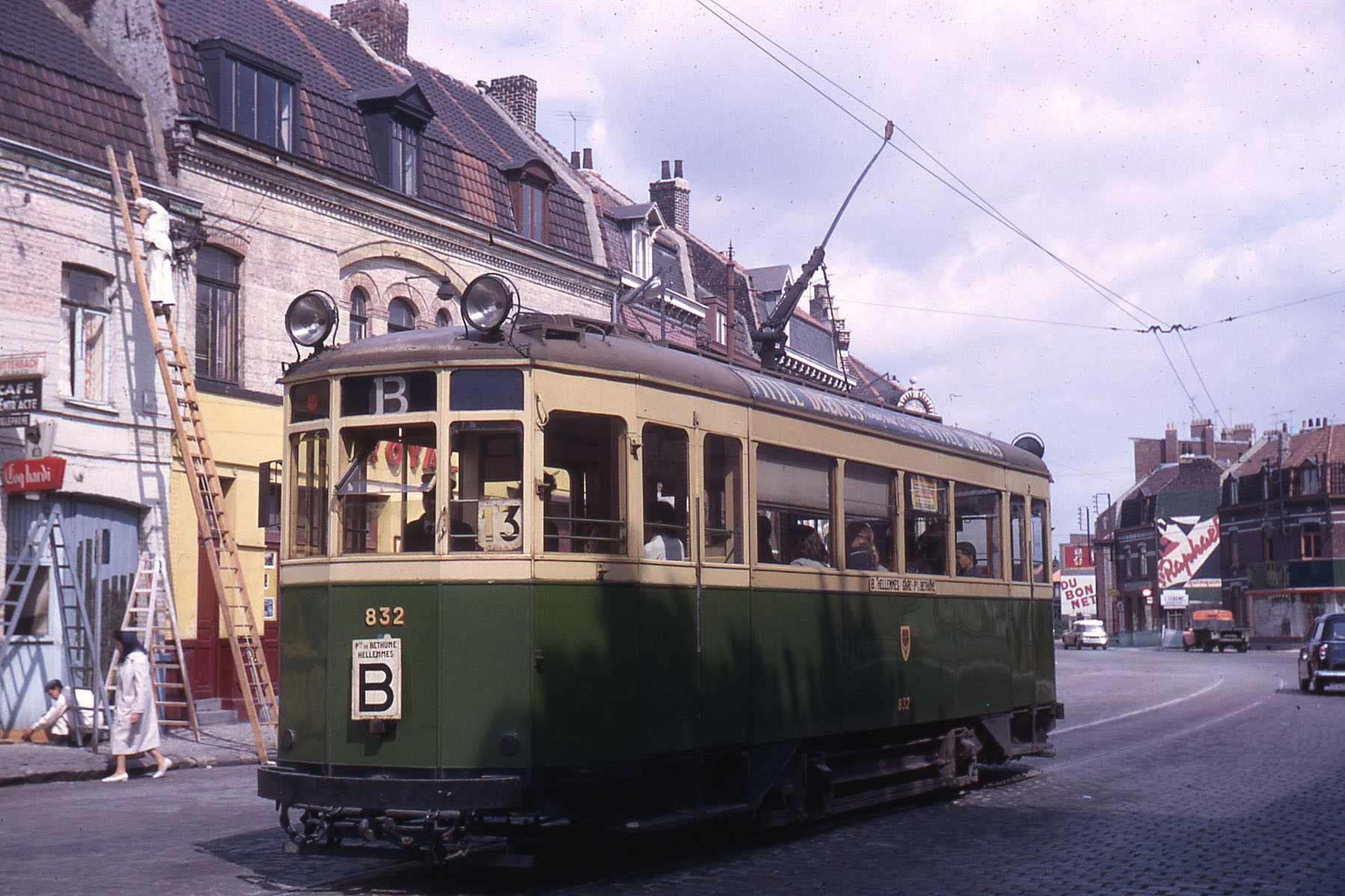
Motrice type 800 sur la dernière ligne du réseau lillois.

- ligne D Lille Gare - Lille PN des Postes : le 5 juillet 1959 ;
- ligne X Lille - Lambersart : 14 décembre 1959 ;
- ligne V Lille Place Catinat - Lille Rue du Buisson : le 22 mai 1960 ;
- ligne C Wambrechies - Wattignies : le 17 mai 1962 ;
- ligne E Lille - Ronchin le 31 juillet 1963 ;
- ligne J Lille - Marcq-en-Barœul le 31 juillet 1963 ;
- ligne I Lille - Lomme : le 31 juillet 1964 ;
- ligne I barré Lomme - Mons-en-Barœul  : le 31 juillet 1964, cette ligne renforce la ligne F depuis 1952 entre Lille et Mons, elle assure seule la desserte vers Mons à la suppression de cette dernière en 1956. La desserte est reprise par la ligne H sous l'indice HI barré jusqu'au 17 janvier 1965 date de l'abandon de cette section;
- ligne H Lille - Haubourdin : le 20 juin 1965.

La dernière ligne du réseau, la ligne B est supprimée le 29 janvier 1966.
Cette suppression était motivée par la gêne causée à la circulation estimée intolérable à une époque où la priorité était donnée aux déplacements automobiles et aussi par l'agencement archaïque des voies et du matériel, par ailleurs techniquement assez performants : plateformes ouvertes de côté  aux 2 extrémités, exploitation à 2 agents avec wattman conduisant debout et receveur se déplaçant d'une plateforme à l'autre de la voiture pour vendre ou oblitérer les tickets, alimentation par perche instable, accès au tram par la chaussée sauf aux rares arrêts comportant des quais.

### Le réseau de Roubaix Tourcoing

#### Premiers développements (1930-1939)
En 1925, la société des Autobus linsellois commence à développer un réseau de lignes d'autobus autour de Linselles vers Bondues, Mouvaux et Tourcoing.
En 1930, l'Électrique Lille Roubaix Tourcoing (ELRT) qui exploite le tramway de Roubaix Tourcoing, le tramway du Grand Boulevard ainsi qu'une ligne n°2 à voie métrique au départ de Lille vers Leers, met en service ses premières lignes d'autobus au départ de Roubaix et Tourcoing :
- n°54, le 12 mars 1930, entre Tourcoing et Halluin par Neuville-en-Ferrain ;
- n°51 et 52, le 24 avril 1930 au départ de l'Hôtel-de-Ville de Tourcoing vers le quartier de La Marlière à Tourcoing et le quartier du Mont-à-Leux à Mouscron en Belgique (le tracé des deux lignes est probablement commun).
- n°53 à la même date, entre la place de la Liberté à Roubaix et le Mont-à-Leux.
- n°50, le 17 juin 1930, entre la rue de Dunkerque à Tourcoing et La Marlière (cette ligne renforce probablement la ligne 51).

La même année, l'ELRT rachète la société des Autobus linsellois et en reprend l'exploitation au 1er décembre 1930, elle réorganise et rationalise l'exploitation des lignes l'année suivante qui ne sont plus au nombre que de quatre au 31 août 1931 :
- 60 Linselles - Tourcoing par les hameaux de La Vignette (Linselles) et du Blanc-Four (Roncq) ;
- 62 Linselles - Mouvaux par le hameau de la Croix-Blanche (Bondues) ;
- 64 Linselles - Mouvaux par les hameaux du Jambon et du Vert-Bois (Bondues) ;
- 65 Linselles - Tourcoing Gare des Francs.

Le 29 janvier 1932, l'ELRT crée des services directs doublant le tramway du Grand Boulevard sous les indices 70 (vers Roubaix) et 71 (vers Tourcoing) employant des autobus de petite capacité Citroën C6 (18 places au total) comprenant également des services de nuit (sous les indices 70N et 71N). La même année, le 13 juillet, la société passe un accord avec la Société générale des transports départementaux (SGTD) pour reprendre l'exploitation de sa ligne Tourcoing - Comines, qu'elle exploite sous l'indice 57. Plus tard, le 1er octobre, la compagnie met en service une ligne sous l'indice 58 entre Roubaix et Annappes pour éviter de subir la concurrence de l'autocariste Tricoit, qui est à l'origine de ce projet. Les lignes 58, 70 et 71 vont cependant être rapidement supprimées le 25 février 1935 pour les services de nuit des 70 et 71, le 17 mars pour les services de jour 70, 71 ainsi que la ligne 58 Roubaix - Annappes d'une part à cause décret-loi du 19 avril 1934 portant sur la coordination du rail et de la route mais également par manque de rentabilité.
En 1936, l'ELRT substitue pour la première des autobus au tramway, à partir du 2 janvier 1936 les tramways de la ligne P/ entre la Grand-Place de Tourcoing et la rue des Orions puis à partir du 24 février 1936, la ligne P Tourcoing - Wattrelos est également supprimée, la ligne de bus est prolongée jusqu'à Lannoy par l'itinéraire du tramway P et du tramway 2 Lille - Leers dont la section Lannoy - Leers a été supprimée le 2 janvier.
La déclaration de la guerre en septembre 1939 conduit l'armée à mobiliser vingt-quatre des vingt-six autobus de l'ELRT, deux seulement, un Bernard B6 et un Renault Scemia sont conservés n'étant pas en état de rouler à ce moment-là. La mobilisation des véhicules, détruits par la suite au début du conflit et le rationnement du carburant conduisent à la suppression des lignes, la même chose se produisant pour les TELB à Lille.

#### L'après-guerre (1945-1951)
À la fin de la guerre, le réseau de tramway de Roubaix Tourcoing reprend peu à peu son aspect d'avant-guerre et l'ELRT remet en service ses lignes d'autobus 55 et 57 au moyen des deux autobus rescapés de la guerre.
Au 1er janvier 1950, le réseau compte alors onze lignes de tramway et la ligne d'autobus 57 Tourcoing - Comines.
| Ab ligne d'autobus; T ligne de tramway, les lignes avec un astérisque ne sont pas reprises sur le plan. Autobus : - 55* Lille - Halluin - 57* Tourcoing Grand-Place - Comines Tramway : - A Roubaix Grand-Place - Tourcoing Grand-Place - B Roubaix Gare - Wattrelos Douane - B/ Roubaix Gare - Wattrelos Grand-Place (service partiel) - C Roubaix Gare - Toufflers Douane - C/ Roubaix Justice - Tourcoing Grand-Place - D Roubaix Boulevard de Fourmies - Mouvaux Noir-Bonnet - F Lille Grand-Place - Roubaix Grand-Place (TELB) - G Roubaix Place du Travail - PN de Cartigny - G/ Roubaix Gare - Roubaix Place du Travail (service partiel) - H Roubaix Grand-Place - Leers Place - LN Tourcoing Blanc Seau - Tourcoing Gare des Francs - M Tourcoing Grand-Place - Tourcoing Grand-Place (ligne circulaire) - M/ Tourcoing Gare - Neuville-en-Ferrain Risquons-Tout - R Tourcoing Grand-Place - Halluin Douane - R Tourcoing Grand-Place - Roncq Blanc Four (service partiel) - R Tourcoing Grand-Place - Roncq Place (service partiel) - S Roubaix Place de la Liberté - Hem Église |

#### Suppression du tramway (1951-1956)
La période d'après-guerre est marquée cependant par une baisse de la fréquentation, l'ELRT dans une situation de perte financière commence à envisager la suppression de son réseau de tramway et le remplacement d'abord par des trolleybus puis par des autobus. Le 2 avril 1951, elle provoque la suppression et le remplacement par des autobus de deux lignes de tramway, la ligne circulaire M de Tourcoing (ainsi que son service M/ vers Neuville-en-Ferrain Risquons-Tout) et S Roubaix Place de la Liberté - Hem Église :
- Le tramway M est remplacé par deux lignes d'autobus : 10 Tourcoing Cimetière - La Marlière et 11 Tourcoing Place du Maréchal Foch - Neuville-en-Ferrain Risquons-Tout ; la première reprend l'itinéraire du M en abandonnant la section entre la place de la Croix-Rouge et le Cimetière mais est prolongée de la Croix-Rouge au quartier de La Marlière en reprenant le service de l'ancien autobus Tourcoing Grand-Place - La Marlière ; la seconde reprend la desserte du Risquons-Tout de l'ancien service M/ et une partie de l'ancien tram M entre Tourcoing Belle-Vue et le Cimetière avec un itinéraire différent du tram jusqu'à la Grand-Place par le boulevard de l'Égalité et prolongé au delà vers la place du Maréchal Foch[note 3].
- Le tramway S entre Roubaix et Hem est supprimé et remplacé par une ligne sous l'indice 16, avec modification du tracé entre la place du Travail et l'avenue Alfred Motte par la rue Édouard Vaillant et l'avenue Gustave Delory.

Au cours de cette année apparaissent également deux autres lignes d'autobus : une ligne sous l'indice 9 entre Tourcoing Blanc-Seau et Wasquehal Pavé de Lille et une autre sous l'indice 10bis entre la Grand-Place de Tourcoing et la rue des Orions en empruntant l'itinéraire de la ligne P Tourcoing - Lannoy.
Sur ces nouvelles lignes, la tarification reste identique au tramway basée sur le sectionnement avec exploitation à deux agents (conducteur et receveur). Un sens de circulation est cependant imposé dans les véhicules de l'arrière vers l'avant, les nouveaux autobus Chausson AP48 achetés pour l'occasion comportent deux portes aux extrémités du véhicule en disposition 402 profitant de la double porte arrière introduite par Chausson sur ce modèle. Autre nouveauté, le receveur possède un poste de perception fixe placé à côté de la porte arrière (au dessus de l'essieu) pour faciliter la circulation des voyageurs (il restera ambulant sur les tramways jusqu'à la fin du réseau).
En 1952, la décision est prise avec les villes de Roubaix Tourcoing de précéder à la suppression totale du réseau de Roubaix Tourcoing et à son remplacement par des autobus, ces suppressions vont s'étaler de 1953 à 1956. Le 2 mai 1953 a lieu la première grande vague de suppressions concernant quatre lignes :
- Le tramway D Roubaix Boulevard de Fourmies - Mouvaux Trois-Suisses est remplacé par un l'autobus sous l'indice 18 entre le boulevard de Fourmies et la Grand-Place de Roubaix ;
- La ligne G Roubaix Place du Travail - PN de Cartigny est remplacé par l'autobus 15 et prolongée depuis la place du Travail vers l'avenue Motte au terminus de l'autobus 18 et depuis le PN de Cartigny à la place du Crétinier à Wattrelos (aujourd'hui place de l'Humanité).
- La ligne H Roubaix Grand-Place - Leers Place est remplacé par l'autobus 17 qui reprend également la section Roubaix Grand-Place - Mouvaux de l'ancien tramway D ;
- Le tram LN se voit limité de la gare des Francs à la Grand-Place et reprend l'indice L, la desserte de la gare des Francs est reprise l'autobus 10 prolongé par la même occasion de la gare des Francs à l'église Saint-François-d'Assise de Mouvaux , la desserte de la place Foch abandonnée par la 10 est reprise par la 10bis.

L'ELRT achète pour ces nouvelles lignes de nouveaux autobus Chausson AP52 gardant la même disposition des portes et mode d'exploitation à deux agents et circulation de l'arrière vers l'avant.
En 1954, les tram A, L et R sont supprimés :
- Le 11 janvier 1954, le tram L Tourcoing Grand-Place - Blanc Seau est remplacé par l'autobus 13 ; le même jour le tram R Tourcoing Grand-Place - Halluin Douane est remplacé par l'autobus 12 ;
- Le 2 mai 1954, la ligne A entre les Grand-Places de Roubaix et Tourcoing passant par la Fosse aux Chênes est supprimée, l'autobus 18 abandonne la desserte de Mouvaux à la ligne 17 venant de Leers et reprend la desserte de l'ancien tram A.

Le réseau comprend alors encore trois lignes de tramway et dix lignes d'autobus.
| Autobus : - 9 (Ab) Roubaix Grand-Place - Wasquehal Place de la République - 10 (Ab) Tourcoing Cimetière - La Marlière - 11 (Ab) Mouvaux Saint-François - Neuville-en-Ferrain Risquons-Tout - 12 (Ab) Tourcoing Grand-Place - Halluin - 13 (Ab) Tourcoing Grand-Place - Blanc-Seau - 15 (Ab) Roubaix Avenue Motte - Wattrelos Place du Crétinier - 16 (Ab) Roubaix Place de la Liberté - Hem Église - 17 (Ab) Leers Église - Mouvaux Trois Suisses - 18 (Ab) Roubaix Avenue Motte - Tourcoing Grand-Place - 57 (Ab) Tourcoing Grand-Place - Comines Grand-Place Tramway : - B (T) Roubaix Gare - Wattrelos Douane - B/ Roubaix Gare - Wattrelos Grand-Place (service partiel) - C (T) Roubaix Gare - Toufflers Douane - C/ (T) Roubaix Justice - Tourcoing Grand-Place |

Les trois dernières lignes de tramway du réseau sont supprimées le 15 juillet 1956, la ligne B Roubaix Gare - Wattrelos Douane est remplacée par l'autobus 14 avec prolongement depuis la douane de Wattrelos à Herseaux en Belgique ; la ligne C est remplacée par un autobus sous l'indice 19 et la ligne C/ par un autobus sous l'indice 20. Le même jour, à la suite d'un accord entre la ville de Lille et celles de Roubaix Tourcoing, la ville de Lille ayant depuis le 1er janvier 1956 le pouvoir décisionnaire sur son territoire, la ligne de tramway F des TELB, exploitée par la CGIT depuis le début d'année est supprimée, la section entre Roubaix et Flers Moulin-Delmar est exploitée par autobus par l'ELRT sous l'indice 21, celle-ci cède en échange ses lignes suburbaines de tramway au départ de Lille à la CGIT (voir ci-dessus). À partir de cette date, seul le tramway du Grand Boulevard dessert les villes de Roubaix et Tourcoing, le réseau compte alors quatorze lignes d'autobus auxquelles s'ajoute la ligne privée Tourcoing - Lannoy.
| - 9 Roubaix Grand-Place - Wasquehal Place de la République - 10 Tourcoing Cimetière - La Marlière - 11 Mouvaux Saint-François - Neuville-en-Ferrain Risquons-Tout - 12 Tourcoing Grand-Place - Halluin - 13 Tourcoing Grand-Place - Blanc-Seau - 14 Roubaix Gare - Herseaux - 15 Roubaix Avenue Motte - Wattrelos Place du Crétinier - 16 Roubaix Place de la Liberté - Hem Église - 17 Leers Église - Mouvaux Trois Suisses - 18 Roubaix Avenue Motte - Tourcoing Grand-Place - 19 Roubaix Gare - Toufflers Douane - 20 Roubaix Justice - Tourcoing Grand-Place - 21 Roubaix Grand-Place - Flers Moulin-Delmar - 57 Tourcoing Grand-Place - Comines Grand-Place |

### Années 2000

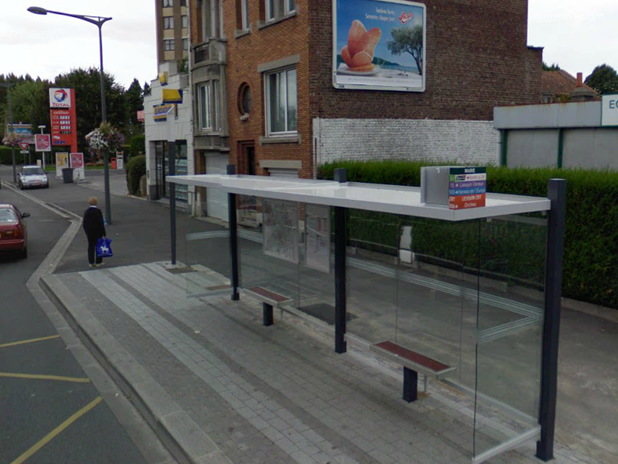
Un arrêt de bus couvert (Ronchin Mairie)

Depuis sa création, le réseau de bus de Ilévia a subi de nombreuses réorganisations pour s'adapter à l'évolution de la ville et des usages des voyageurs. Ainsi, en 2010 a été signé le nouveau contrat de délégation de service public qui a été confié par Lille Métropole à Ilévia (à l'époque Transpole). Ce contrat comprend notamment la mise en place d'un "Plan bus" qui s'échelonne sur trois ans.

#### Plan bus 2006 - 2009
Ce premier plan bus avait pour objectif d'améliorer le réseau de bus de la métropole lilloise en proposant des liaisons vers de nouvelles communes et des horaires plus nombreux.
Ce plan bus avait été décidé alors que le réseau accusait une baisse de la fréquentation des bus ainsi qu'un réseau moins développé que d'autres grandes villes françaises.

#### Plan bus 2011 - 2013

##### Première phase du plan bus
Le 29 août 2011, le réseau a ainsi subi un premier changement. Ainsi, la Liane 1 a notamment été prolongée jusqu'au centre commercial de Faches-Thumesnil. Une liane périurbaine L90 a été créée reliant Comines à Lille Siège de Région.
Pour simplifier le réseau, les lignes 4 et 12 ont été fusionnées en une unique ligne 12 qui relie les villes de Haubourdin, Loos, Lille, La Madeleine et Marcq-en-Barœul. Il en est de même pour la ligne 14 qui est née de la fusion des lignes 9 et 51 et permet de joindre les villes de Marquette-lez-Lille et Wattignies.
Cette année voit également l'arrivée d'une première ligne de nuit. Cette dernière circule du jeudi au samedi, de 0h30 à 5h30.
De même, une première ligne de rocade nommée "La Corolle" a vu le jour. Cette ligne circule en périphérie de Lille et permet de relier directement des villes comme Villeneuve-d'Ascq et Ronchin en bus sans passer par le centre de Lille.

##### Deuxième phase du plan bus

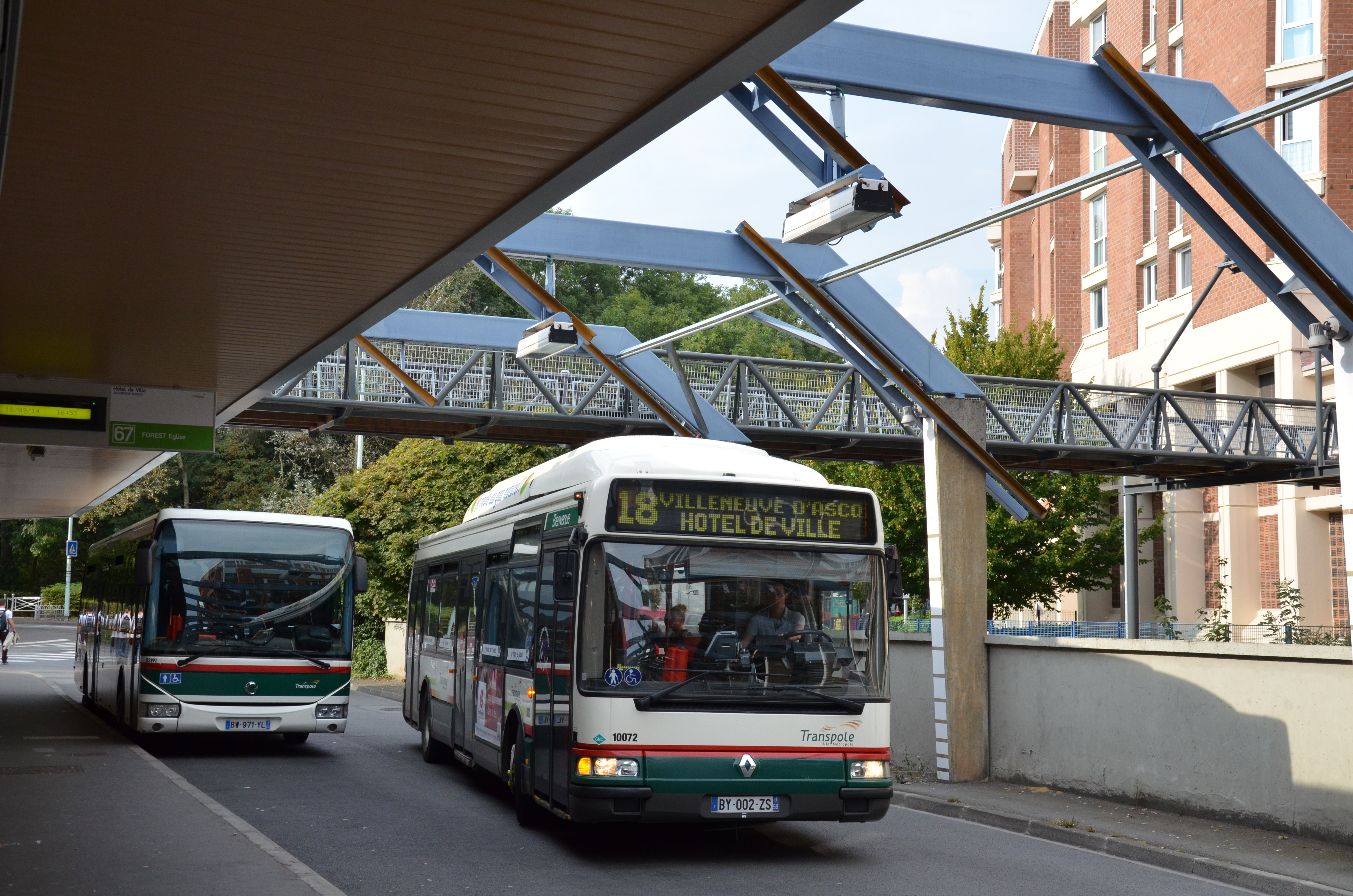
La ligne 18 a remplacé les lignes 44, 72 et 73 en août 2012.

Depuis le 27 août 2012, de nouveaux changements sont intervenus dans le réseau de bus.
Trois nouvelles lianes urbaines et périurbaines ont été créées :
- La Liane 4 (Halluin Gounod <> Tourcoing Centre) en remplacement de la ligne 22 A.
- La Liane 91 (Halluin LP Colbras <> Gare Lille Flandres) en remplacement de la ligne 35.
- La Liane 91 express (Halluin LP Colbras <> Gare Lille Flandres) : une nouvelle liane pour relier directement Halluin à la gare Lille-Flandres.

Plusieurs nouvelles lignes ont vu le jour :
- La ligne 10 (Gare Lille Flandres <> CHR Oscar Lambret/Gare Lille Flandres <> Lomme Hegel) en remplacement des lignes 6B et 73.
- La ligne 13 (Lille Porte de Douai <> Villeneuve-d'Ascq Hôtel de ville) en remplacement des lignes 7, 10 et 43.
- La ligne 18 (Lomme A. France <> Villeneuve-d'Ascq Hôtel de ville) en remplacement des lignes 44, 72 et 73.
- La ligne 50 (Marcq Collège <> Verlinghem Centre) en remplacement des lignes 6A, 7 et 40.
- La ligne 51 (Lambersart Les Conquérants <> Gare Lille Flandres) en remplacement des lignes 6B et 73.
- La ligne 53 (Pérenchies Collège Monod <> Lille Bois Blancs) en remplacement des lignes 72 et 74.
- La ligne 57 (Fort de Mons <> Lesquin Verdun) en remplacement des lignes 15 et 44.
- La ligne 59 (Villeneuve-d'Ascq Pont de Bois <> Villeneuve-d'Ascq Contrescarpe) en remplacement des lignes 10, 41 et Inter'Val.
- La ligne 65 (Wattignies Blum / Faches Église <> Villeneuve-d'Ascq 4 Cantons) en remplacement de la ligne 53.
- La ligne 84 (Comines Les Glycines <> Tourcoing Gare) en remplacement des lignes 22 D et 37.
- La ligne 86 (Comines Mairie <> Gare Lille Flandres) en remplacement de la ligne 36.
- La ligne 87 (Linselles Cimetière <> Tourcoing Gare) en remplacement de la ligne 37.
- La ligne 88 (Comines Mairie <> Gare Lille Flandres) en remplacement de la ligne 18.

De nouvelles dessertes dans les zones d'activités :
- La ligne Z1 (Tourcoing Gare <> Neuville en Ferrain Reckem)
- La ligne Z4 (Tourcoing Gare <> Bondues Carrel)
- La ligne Z5 (Les Prés <> ZI Pilaterie)

Enfin, deux Citadines sont implantées dans les villes d'Halluin et d'Armentières (en remplacement de la ligne 83).
Au-delà de ces changements, le réseau a subi également une renumérotation de ses lignes pour suivre un nouveau schéma :
- Les numéros 1 à 8 sont réservés aux Lianes
- Les numéros 9 à 19 sont les lignes principales
- Les numéros 30 à 39 et 50 à 59 comprennent les lignes complémentaires
- Les numéros 60 à 89 sont les lignes périurbaines
- Les numéros 90 à 99 comprennent les Lianes périurbaines[4]

## Infrastructure

### Dépôts
En service :
- dépôt Faidherbe à Villeneuve-d'Ascq ;
- dépôt de Sequedin ;
- dépôt de Wattrelos.

Anciens dépôts :
- dépôt de Marcq-en-Barœul ;
- dépôt de l'Union à Tourcoing ;
- dépôt Vauban à Lille.

## Matériel roulant
Sources,

### Actuel
| Bus et quantité                   | Dates de livraison                            | Dépôt ou exploitant                                    | Numéros |
| --------------------------------- | --------------------------------------------- | ------------------------------------------------------ | --- |
| Minibus (10)                      |                                               |                                                        | |
| 5 BredaMenarinibus VivaCity+ GNV  | 05/2012                                       | Ilévia – Faidherbe                                     | 4001-4005 |
| 5 Karsan e-Atak                   | 01/2023                                       | Ilévia – Faidherbe                                     | 4101-4105 |
| Midibus (10)                      |                                               |                                                        | |
| 5 Irisbus Citelis 10 GNV          | 07/2013                                       | Ilévia – Faidherbe                                     | 6001-6005 |
| 5 Mercedes-Benz Citaro K          | 08/2012                                       | Keolis Nord                                            | 129080-129084 |
| Standards (405)                   |                                               |                                                        | |
| 82 Irisbus Citelis 12 GNV         | 12/2005-01/2014                               | Ilévia – Faidherbe, Sequedin et Wattrelos, Keolis Nord | 10223-10225, 10229-10233, 10235, 10237, 10239, 10243, 10245-10303, 10305-10315                                                                |
| 2 Iveco Bus Urbanway 12           | 08/2019                                       | FerryCars Roman                                        | 300505-300506 |
| 238 Iveco Bus Urbanway 12 GNV     | 02/2015-05/2023                               | Ilévia – Faidherbe Sequedin et Wattrelos, Keolis Nord  | 10400-10634 239100-239102, 239152 & 239153 (Keolis Nord)                                                                                      |
| 28 Mercedes-Benz Citaro Facelift  | 08/2007-05/2012                               | Keolis Nord Keolis Westeel (099114 et 099115)          | 079099-079103, 089038-089040, 089058-089059, 089101-089102, 099060, 099095-099097, 099114-099115, 109079-109081, 129014-129015, 129020-129022 |
| 19 Mercedes-Benz Citaro C2        | 05/2014-10/2018                               | Keolis Nord Keolis Westeel (159039 et 189038)          | 149079, 149134-149137, 159039, 159042-159044, 159177-159178, 159195-159196, 169078-169079, 179030-179031, 189014, 189038                      |
| Articulés (149)                   |                                               |                                                        | |
| 77 Irisbus Citelis 18 GNV         | 07/2008-11/2013                               | Ilévia – Sequedin, Faidherbe et Wattrelos, Keolis Nord | 8633-8638, 8640-8650, 8652-8684, 8686-8702 |
| 2 Irisbus Citelis 18              | 01/2007 et 10/2007                            | Keolis Nord                                            | 074012 et 074037 |
| 9 Mercedes-Benz Citaro G Facelift | 10/2008, 09/2011, 01/2012, 08/2012 et 08/2013 | Keolis Nord                                            | 084028, 114016-114017, 124001, 124003-124004, 134065-134067                                                                                   |
| 6 Mercedes-Benz Citaro G C2       | 10/2014-/2020                                 | Keolis Nord                                            | 144065, 144066, 144067, 144069, 184002 & 194075                                                                                               |
| 55 Scania Citywide LFA GNV        | 09/2019-07/2021                               | Ilévia – Sequedin et Wattrelos                         | 8800-8854 |
| 13 Iveco Bus Urbanway 18 GNV      | 12/2022                                       | Ilévia, Wattrelos et Sequedin, Keolis Nord             | 8900 à 8909 (Ilévia) 224004, 224005 & 234026 (Keolis Nord)                                                                                    |
| Interurbain (17)                  |                                               |                                                        | |
| 6 Mercedes-Benz Intouro           | 2007-2015                                     | Keolis Nord                                            | 075002, 113125, 113159, 113192, 143102 et 153229                                                                                              |
| 1 Mercedes-Benz Citaro LE MÜ      | 10/2009                                       | Keolis Westeel                                         | 093369 |
| 4 Irisbus Crossway                | 2009-2011                                     | Keolis Nord Keolis Westeel                             | 093048, 093049 113028, 113029 |
| 5 Irisbus Crossway LE             | 2011-2014                                     | Keolis Nord Keolis Westeel                             | 113079, 113180, 113188-113191, 123066, 123101-123103, 143232-143233 113087, 113132                                                            |
| Véhicules Écoles (3)              |                                               |                                                        | |
| 3 Renault Agora S GNV             | 05/2001-11/2001                               | Ilévia – Faidherbe, Sequedin, Wattrelos                | 10053, 10054 et 10064 |

### Ancien
Type : A - articulé ; Md - midibus ; Mn - minibus ; S - standard.
| Illustration | Modèle                              | Type | Compagnie | Nombre | Numéros                                                                                              | En service                     | Réforme         | Remarques |
| ------------ | ----------------------------------- | ---- | --------- | ------ | --- | ------------------------------ | --------------- | --- |
|              | Bernard B6                          | Md   | ELRT      | 5      | | décembre 1930                  |                 | 58 places, 22 CV. Venant probablement des Autobus linsellois.                                                |
|              | Bernard GB6                         | Md   | ELRT      | 5      | | octobre 1932                   |                 | 55 places, 22 CV.                                                                                            |
|              | Brossel A92 DAR-L/Jonckheere        | S    | CGIT      | 25     | 201-225                                                                                              | 1962                           |                 | |
|              | Brossel A92 DAR-L/Jonckheere        | S    | CGIT      | 20     | 226-245                                                                                              | 1963                           |                 | |
|              | Brossel A92 DAR-L/Jonckheere        | S    | CGIT      | 42     | 246-287                                                                                              | 1964                           |                 | |
|              | Brossel A92 DAR-L/Jonckheere        | S    | CGIT      | 60     | 288-347                                                                                              | 1965-1966                      |                 | |
|              | Brossel A92 DAR-L/Jonckheere        | S    | CGIT      | 8      | 348-355                                                                                              | 1967                           |                 | |
|              | Brossel BL55/Jonckheere             | S    | CGIT      | 17     | 356-372                                                                                              | 1966-1970                      |                 | |
|              | Brossel BL55S/Jonckheere type Lille | S    | CGIT      | 15     | 401-415                                                                                              | 1973                           |                 | |
|              | Brossel BL55S/Jonckheere type Lille | S    | CGIT      | 21     | 451-471                                                                                              | 1974                           |                 | |
|              | Chausson AP                         | S    | CGIT      | 23     | 51-73                                                                                                | 1958 à 1960                    | 1964 à 1965     | Occasions ex Bordeaux 1ère MES inconnue. 51-57 version APH2-52 ; 58-68 version APH521 ; 69-73 version APH522 |
|              | Chausson AP2 Panhard                | S    | ELRT      | 6      | | 1945                           | Vers 1951       | Autocars pour les lignes 55 et 57.                                                                           |
|              | Chausson AP48 Panhard               | S    | ELRT      | 15     | | 1951                           |                 | Version ASH. Portes en 202 et 402.                                                                           |
|              | Chausson AP522                      | S    | ELRT      | 17     | 1-17                                                                                                 | octobre 1959                   |                 | Version AHH                                                                                                  |
|              | Chausson APHA                       | S    | ELRT      | 18     | 244-252 ; 253 ; 291 + 7 inconnus                                                                     | 1964 et mars 1965              |                 | |
|              | Chausson APV                        | S    | ELRT      | 26     | dont 205 ; 208 ; 218-221 ; 226-227 ; 233 ; 240-242 ;                                                 | décembre 1960 à avril 1963     |                 | Version APV2-522 B                                                                                           |
|              | Citroën C6                          | Mn   | ELRT      | 11     | | janvier 1932                   |                 | 18 places, 13 CV.                                                                                            |
|              | Citroën P45                         | Mn   | ELRT      | 3      | | janvier 1935                   |                 | 35 places, 17 CV.                                                                                            |
|              | Floirat B8R                         | S    | CGIT      | 3      | 20-22                                                                                                | 1951                           | 1965            | |
|              | Heuliez GX 317                      | S    | Transpole | 1      | 9312                                                                                                 | 06/1997                        | 07/2014         | |
|              | Isobloc 655 DHU                     | S    | CGIT      | 10     | 101–110                                                                                              | 1955/1956                      |                 | |
|              | Panhard Zugam                       | Md   | ELRT      | 1      | | novembre 1932                  |                 | 55 places, 24 CV.                                                                                            |
|              | Renault 215D                        |      | CGIT      | 21     | 1-8 ; 13-18 ; 23-26 ; 29-31                                                                          |                                |                 | 14 occasion 1ère MES mai 1946 ; 29-31 occasions ex Saint-Étienne                                             |
|              | Renault Agora S GNV                 | S    | Transpole | 84     | 10001-10052, 10055-10063, 10065-10087                                                                | 09/1997-03/2002                | 2014-2018       | |
|              | Renault Citybus                     | S    | Transpole | 12     | 9300-9311                                                                                            | 1995-1996                      | 2012, 2014      | |
|              | Renault PR 180.2                    | A    | Transpole | 32     | 8501-8532                                                                                            | 1991, 1996                     |                 | |
|              | Renault Scemia                      | Md   | ELRT      | 1      | | juillet 1933                   |                 | 56 places, 30 CV.                                                                                            |
|              | Renault ZPDF                        | A    | CGIT      | 1      | 19                                                                                                   | décembre 1958                  | mai 1963        | Occasion ex Dunkerque et ex Bethune (1ère MES juillet 1937)                                                  |
|              | SAVIEM UI 20                        | S    | CGIT      | 7      | 111–117                                                                                              | 1958/1959                      | 1969            | |
|              | Irisbus Agora S GNV                 | S    | Transpole | 26     | 10088-10113                                                                                          | septembre 2002 - décembre 2003 | 2019-2020       | |
|              | Irisbus Agora L GNV                 | A    | Transpole | 14     | 8533-8546                                                                                            | décembre 2002                  | 2019-2020       | |
|              | Irisbus Citelis 12 GNV              | S    | Transpole | 64     | 10114-10133, 10135-10162, 10173, 10175, 10176, 10180, 10181, 10183, 10186-10191, 10195, 10198, 10222 | octobre 2005 - novembre 2007   | 2020 - en cours | |
|              | Irisbus Citelis 18 GNV              | A    | Transpole | 26     | 8600-8619, 8621-8623, 8628-8630                                                                      | juillet 2006 - juillet 2009    | 2019 - en cours | |